# Wera von Essen (1890–1953)
Wera Irene von Essen, född Lagercrantz den 3 februari 1890 i Svea livgardes församling i Stockholm, död 4 maj 1953 i Vattholma i Lena församling i Uppland, var en svensk friherrinna och godsägare. 
Wera von Essen, som var dotter till översten Adolf Erik Ludvig Lagercrantz och Constance Evangeline, född Kantzow, gifte sig 1913 med godsägaren och kammarherren Gustaf Fredrik von Essen och när han avled 1936 tog hon över skötseln av egendomarna Skokloster, Salsta och Vattholma. Där utvecklade hon ett intresse för den uppländska hembygden. På Salsta bedrev hon en framgångsrik fåravel. På 1940-talet gjorde hon en humanitär insats genom att via Röda Korset se till att finska krigsinvalider fick vistas på Salsta för konvalescens. Hon var vidare en av initiativtagarna till Disagården i Gamla Uppsala.
Wera von Essen utgav en skrift om Skoklosters slott. I samband med hennes 50-årsdag 1940 publicerades en festskrift, Uppländsk bygd, till hennes ära.